# Magdalena Szulc
Magdalena Szulc (ur. 8 marca 2001) – polska koszykarka grająca na pozycjach niskiej lub silnej skrzydłowej, od 2023 zawodniczka Arki VBW Gdynia.

## Osiągnięcia
Stan na 3 maja 2024, na podstawie, o ile nie zaznaczono inaczej..

### Drużynowe

#### Seniorskie
5x5
- Brązowa medalistka:
  - mistrzostw Polski (2024)
  - I ligi (2018)[2]
- 4. miejsce w I lidze (2019)
- Uczestniczka międzynarodowych rozgrywek Eurocup (od 2023)

3x3
- 4. miejsce w LOTTO 3x3 Lidze Kobiet (2023, 2024)

#### Młodzieżowe
5x5
- Mistrzyni Polski:
  - juniorek starszych (2018, 2020)[3][4]
  - juniorek (2019)[5]

3x3
- Mistrzyni młodzieżowych mistrzostw Warmii i Mazur 3x3 U–23 (2022)
- Wicemistrzyni młodzieżowych mistrzostw Polski 3x3 U–23 (2022)

### Reprezentacja
- Uczestniczka:
  - mistrzostw Europy U–16 (2017 – 8. miejsce)[6]
  - FIBA U–20 Women’s European Challengers (2021)